# کفر سلوان
کفر سلوان (به عربی: کفرسلوان) یک منطقهٔ مسکونی در لبنان است که در شهرستان بعبدا واقع شده‌است. کفر سلوان ۱٬۳۸۰ متر بالاتر از سطح دریا واقع شده‌است.